# Freak Out!
Freak Out! ist das erste Musikalbum von Frank Zappa und The Mothers of Invention. Es erschien 1966 auf dem Verve-Label und wird dem Progressive Rock zugerechnet. Es gilt als das erste Debüt-Doppelalbum in der Geschichte der Rockmusik und erweiterte in Musik und Texten die Formenpalette dieses Genres.

## Personal

### The Mothers of Invention
- Frank Zappa – Gitarre, Mundharmonika, Becken, Tamburin, Gesang
- Ray Collins – Mundharmonika, Becken, Tamburin, Gesang, Finger Cymbals (Zils)
- Jimmy Carl Black – Perkussion, Schlagzeug, Gesang
- Roy Estrada – E-Bass, Gesang, Guitarrón, Soprangesang
- Elliot Ingber – Gitarre

### Gastmusiker
|  |  |  | - Gene Estes – Perkussion - Eugene Di Novi – Piano - Neil Levang – Gitarre - John Rotella – Klarinette, Saxophon - Kurt Reher – Cello - Raymond Kelley – Cello - Paul Bergstrom – Cello - Emmet Sargeant – Cello - Joseph Saxon – Cello | - Edwin V. Beach – Cello - Arthur Maebe – French Horn, Tuba - George Price – French Horn - John Johnson – Tuba - Carol Kaye – 12-saitige Gitarre - Virgil Evans – Trompete - David Wells – Posaune - Kenneth Watson – Perkussion - Plas Johnson – Saxophon, Flöte | - Carl Franzoni – Stimme - Vito (Paulekas) – Stimme - Kim Fowley – Megaphon - David Anderle - Jim „Motorhead“ Sherwood – Geräusche - Mac Rebennack (alias Dr. John) – Piano - Paul Butterfield - Les McCann – Piano - Jeannie Vassoir – (Stimme von Suzy Creamcheese) |

### Produktion
- Produzent: Tom Wilson
- Toningenieure: Val Valentine, Ami Hadani, Tom Hidley
- Assistenten: Eugene Dinovi, Neil Levang, Vito, Ken Watson
- Musikdirektor: Frank Zappa
- Orchestration und Arrangement: Frank Zappa
- Konzept: Frank Zappa
- Cover-Design: Jack Anesh
- Cover-Foto: Ray Leong

## Inhalt

### Titelliste
Alle Kompositionen stammen von Frank Zappa.
1. „Hungry Freaks, Daddy“ (3:29) ist eine bissige Politsatire auf den alkoholschwangeren „American Way of Life“.[1](S. 124)
2. „I Ain’t Got No Heart“ (2:30) wirft die Frage auf: Gibt es Liebe? Dieses Lied sagt: Nein.
3. „Who Are the Brain Police?“ (3:22) ist Politikkritik in der Form eines zappaesken Hörspiels – eine Art „Audio-Halluzination“.[1](S. 136, 276)
4. „Go Cry on Somebody Else’s Shoulder“ (3:31) ist ebenfalls ein „Nicht“-Liebeslied: Ray Collins (als Co-Autor ungenannt) denkt über Ehen im Endstadium nach – und will vor allem seine Ruhe haben.[1](S. 139)
5. „Motherly Love“ (2:45) ist ein Plädoyer für die freie Liebe – und ein Hit der frühen Mothers-Shows.[2](S. 20ff)
6. „How Could I Be Such a Fool?“ (2:12) wirft einen ironischen Blick auf eine Selbstmitleidsattacke.[2](S. 24ff)
7. „Wowie Zowie“ (2:45) reflektiert Gedanken über einen im Teenagerjargon üblichen Ausdruck des Erstaunens. Ideengeberin für den Song war Pamela Zarubica (alias „Suzy Creamcheese“).[1](S. 133)
8. „You Didn’t Try to Call Me“ (3:17) befasst sich mit pubertärem Selbstmitleid – erneut angeregt von Suzy Creamcheese.[1](S. 133)
9. „Any Way the Wind Blows“ (2:52) gibt einen autobiographischen Blick auf eine zerbrochene Ehe wieder.[1](S. 99)
10. „I’m Not Satisfied“ (2:37) setzt sich auseinander mit Unzufriedenheit, Selbstmitleid und der Unfähigkeit, beides zu ändern.[2](S. 38f)
11. „You’re Probably Wondering Why I’m Here“ (3:37) ist ein Frontalangriff auf die Gedankenlosigkeit jugendlicher Konzertbesucher.[2](S. 40ff)
12. „Trouble Every Day“ (6:16) ist ein sarkastischer Polit-Kommentar auf die Rassendiskriminierung und auf die US-Nachrichtensendungen, die aus dem größten Elend noch ein Geschäft machten.[1](S. 136, 276)
13. „Help, I’m a Rock“ (4:42) ist eine Collage, bei der mehr als 100 Freaks im Studio allerlei Geräusche erzeugen, dirigiert und strukturiert von Frank Zappa.[1](S. 137)
14. „It Can’t Happen Here“ (3:56) nimmt satirisch nicht nur die amerikanische Kleinstadtidylle aufs Korn, in der man sich zwischen Swimmingpool und Fertigmahlzeiten aus Gammelfleisch so richtig sicher fühlen kann, sondern rechnet außerdem mit den Freak-out-Gefühlen der Hippieszene ab, die sich in Zappas Augen im Wohlstand der amerikanischen Gesellschaft einzurichten begann.[3]
15. „The Return of the Son of Monster Magnet“ (12:17) gibt als Soundcollage eine unüberhörbare Antwort auf die Frage: Was ist bloß in dich gefahren?[4]

### Bedeutung
Dem zum Zeitpunkt seines Erscheinens noch jungen Genre der Rockmusik gab Freak Out! wichtige Impulse. Das Album griff mehrere, damals gängige Spielmuster wie Beat, Rhythm and Blues, Doo Wop oder Rock ’n’ Roll auf. Zappa stellte diese nicht einfach nebeneinander, sondern er verband diese zu einer sich dramaturgisch entwickelnden Einheit. Frank Zappa, der alle Stücke geschrieben hat, ließ es dabei nicht bewenden – er erweiterte die musikalische Formenpalette des Rock erheblich. Hörgewohnheiten brach er auf, indem er eingängige Songstrukturen durch dazwischen geschnittene Wortfetzen oder andere Klangeskapaden unterbrach.
Dieses Prinzip der Montage und Collage kontrastierender Elemente, das für seine Arbeit in den folgenden Jahrzehnten typisch war, trieb er bei den letzten drei Stücken des Albums regelrecht auf die Spitze. Das Stück „Help, I’m a Rock“ entwickelt sich über einem von Gitarre und Bass gespielten Riff, das nach und nach in zunehmendem Maße von immer neuen Sprach- und Klangfetzen – darunter auch ein Zitat von „Who Are The Brain Police?“, dem dritten Stück des Albums – überlagert wird, bis das Stück am Ende abrupt abbricht. Das möglicherweise aus diesem Grund auf einigen Albumcovers nicht gesondert aufgeführte Stück „It Can’t Happen Here“ beginnt mit einer auf die Klangeffekte verschiedener Vokale oder Vokalgruppen zielenden Lautmalerei, bis ein vom klassisch besetzten Orchester gespielter Cluster das Ganze unterbricht. Nun folgt eine atonale Passage mit Schlagzeug und zwei Pianos, bis am Ende alles in die Klangmalereien vom Beginn des Stückes mündet. „The Return of the Son of Monster Magnet“ beginnt mit einem durchgängigen Schlagzeuggroove, bei dem sich Summen, Singen, Synthesizerklänge, Soundcollagen verschiedener Instrumente und Stereoeffekte zunächst immer mehr verdichten. Schließlich verändern sich die rhythmischen Muster, auch das Tempo zieht an. Nur kurz wird der R&B-Klassiker Louie Louie zitiert, dann werden vorher gespielte Motive elektronisch verfremdet aufgegriffen. All das mündet in die mehrfach vom Chor gerufene Textzeile „America is wonderful, wonderful, wonderful“, die von sich überlagernden Tonspuren über rückwärts abgespielten Passagen bis hin zu rhythmischen Variationen von Sprache und Piano zum Finale führen.
Für die Mitte der 1960er Jahre ebenfalls noch ungewohnt waren die in manchen Texten behandelten Themen und die Unverblümtheit, mit der diese angesprochen wurden. Schon der Eröffnungssong des Albums, „Hungry Freaks, Daddy“, machte die neue Gangart klar. Zappa rechnete ab mit „Mr. America“, an dessen Schulen man nichts lernen konnte, und der sich begnügte mit seinem „supermarket dream“ und seinem Schnapsladen-Heiligtum („liquore store supreme“). Eines der vom Text herausragenden Stücke des Albums ist „Trouble Every Day“. In diesem kritischen Politsong brandmarkte Zappa die Rassenunruhen in Watts, einem Stadtteil von Los Angeles. Sie begannen am 11. August 1965, dauerten sechs Tage und hatten am Ende 34 Menschen das Leben gekostet. Zappa war empört, wie von den Fernsehstationen live über das Ereignis berichtet und wie es von Nachrichtensendungen kommerzialisiert wurde. Ihn erzürnten „all the unconfirmed reports“ (all die unbestätigten Meldungen) und die marktschreierische Gier der Sender, die Meldungen möglichst als erste in den Äther zu schicken („They say that no one gets it faster“) – für Zappa schlicht eine Verdummung der Massen („mass stupidity“). Die Zeile „I ain't black, but there's a whole lot of times I wish I could say I'm not white“ (Ich bin nicht schwarz, aber sehr oft wünschte ich sagen zu können ich bin nicht weiß) zeigt Zappas Sympathie für das schwarze Streben nach Befreiung. „Trouble Every Day“ ist der erfolgreichste Song der 60er Jahre, der die Situation der Schwarzen in den Vereinigten Staaten beschreibt. Als Form des Textvortrages wählte Zappa den Sprechgesang, für seinen Biographen „möglicherweise der erste Rap-Song auf Schallplatte“. Auch „It Can’t Happen Here“ zählt für Barry Miles zu „Zappas wichtigsten Texten“.(S. 136) Darin geht es um die damals gerade aufkeimende Hippiebewegung. Die mehrmals mit jeweils unterschiedlicher Ortsangabe gestellte Frage „Who could imagine that they would freak out somewhere in …“ (Wer kann sich vorstellen, dass sie ausflippen in …) beantwortete Zappa nicht nur mit dem Satz „it can’t happen here“ (hier kann’s nicht passieren), sondern er sagte auch gleich voraus: „It won’t happen here“ (Hier wird’s nicht passieren).

## Rezeption

### Kritik
Die Kritik reagierte auf das Album zwiespältig: Von manchen Rezensenten wurde das Album hoch gelobt, andere zerrissen es geradezu.
So schwärmte der Schweizer Schriftsteller Urban Gwerder, das Album sei „einmalig in allem“ und biete Material, das man „in der Popmusik noch nie gehört“ habe. Gwerder schlussfolgerte, das Album „krempelte die ganze Rock-Kultur und zeitgenössische Musik einschneidend um“.(S. 33) Der Sparifankal-Mitbegründer, Schriftsteller und Journalist Carl-Ludwig Reichert wies zudem auf einen soziologischen Gesichtspunkt hin. Er sagte, das Album „leistete einen nicht hoch genug einzuschätzenden Beitrag zur subjektiven Befreiung von in den Zwängen westlicher Kulturen gefangenen Jugendlichen beiderlei Geschlechts“.(S. 33) Und dem Sounds-Rezensenten Rainer Blome hatte es beim Hören der Stücke „Help, I’m a Rock“ und „The Return of the Son of Monster Magnet“ fast die Sprache verschlagen: „Es ist ein musikalisches Happening, eine Art Living Theatre auf Platte. Diese Musik ist so spontan und kreativ, dass man sie nicht beschreiben kann.“(S. 28)
Von anderen Rezensenten wurde das Album hämisch verrissen. Pete Johnson von der Los Angeles Times bewertete es als „musikalischen Unfug“ und spekulierte, ob Freak Out! „für die Aspirin-Industrie das größte Stimulus seit der Einkommensteuer werden könnte“. Andere bezeichneten den Komponisten als „degeneriert“ und „Gefahr für die Menschheit“. Für Loraine Alterman von der Detroit Free Press hatte das Album allein „Schlaff ab“-Potenzial; sie warnte die Eltern unter ihren Lesern, ihre Kinder zu Mothers-Konzerten gehen zu lassen.(S. 250f)

### Veröffentlichungen
Das Album Freak Out! ist in sehr vielen, sich unterscheidenden Varianten veröffentlicht worden – zu viele, um sie hier einzeln vorstellen zu können. Der folgende Überblick verdeutlicht wesentliche Unterscheidungsmerkmale.
- In Nordamerika, Frankreich, Neuseeland und Japan kam das Album als Doppel-LP auf den Markt. Es gab Versionen in Mono und in Stereo. Auch beim Cover gab es Unterschiede: So zeigte die Rückseite des Covers im Allgemeinen beispielsweise ein farbiges, in Frankreich nur ein schwarzweißes Foto.

- In Deutschland, Großbritannien und Mexiko erschien Freak Out! dagegen zunächst als Einfach-LP. Hier fehlten die Stücke „Go Cry on Somebody Else’s Shoulder“, „How Could I Be Such a Fool?“ und „Any Way the Wind Blows“. Außerdem war das Stück „Trouble Every Day“ um mehr als die Hälfte kürzer als auf dem Original. Von der britischen Version gab es Varianten in Mono und Stereo.

- Ende 1971 erschien in Europa auf Verve eine Wiederveröffentlichung als Doppel-LP, im Jahr 1985 eine weitere Wiederveröffentlichung auf Zappa Records. 1985 wurde auf Barking Pumpkin Records die Old Masters Box Vol. One herausgebracht, die Freak Out! ebenfalls als Doppelalbum enthielt.

- Als CD erschien das digital überarbeitete Album erstmals 1987 auf vier Labels: Rykodisc (US-Markt), Zappa Records (Europa), VACK (Japan/Asien) und JPCD (Russland). Ein Reissue mit überarbeitetem Cover erschien 1995 auf Rykodisc und VACK.[9]

### Erfolge
Auf kurze Sicht konnte sich das Album am Markt noch nicht durchsetzen. Von Freak Out! wurden zum Start lediglich 30.000 Exemplare gepresst. Die meisten amerikanischen Radiosender weigerten sich, Stücke des Albums zu spielen. Dennoch kletterte es noch im Erscheinungsjahr in der nordamerikanischen Billboard-Chart für Pop-Alben auf Platz 130. Langfristig wurde Freak Out! kommerziell erfolgreich. Das Album hatte sich zu einem gefragten Sammlerobjekt entwickelt. Noch zu Zeiten der Vinyl-Schallplatten gab es mehrere Neuauflagen. Selbst Schwarzkopierer wollten von der Nachfrage profitieren und brachten die Erstveröffentlichung als Bootleg auf den Markt. Auch als CD wurde es – fast 20 Jahre nach der Erstveröffentlichung – noch zwei Mal herausgebracht. Das Rolling-Stone-Magazin wählte Freak Out! auf den 243. Platz unter den 500 besten Alben aller Zeiten.
Die britische Musikzeitschrift Classic Rock kürte Freak Out! im Juli 2010 zu einem der 50 Musikalben, die den Progressive Rock geprägt haben.

## Rezensionen
- Freak Out! bei AllMusic (englisch)
- Rezensionen zu Freak Out! auf den Babyblauen Seiten